# Линевичі
Линевичі — український козацько-старшинський рід на Чернігівщині 18-19 століть. 
Найвідоміші представники:
- Карпо Линевич (рік народження невідомий — ↑ близько 1735) — сотник Чернігівського полку (1718-34). Підписав Коломацькі петиції 1723;

Його нащадки посідали уряди бунчукових товаришів і військових товаришів. Один із представників роду – Петро Григорович (н. 1804 – п. після 1854) – був ред. "Чернігівських губернських відомостей" (1841–48), написав низку статей з історії Чернігівщини. Його син – Ліневич Микола Петрович (*24 грудня 1838 (5 січня 1839) — †10(23 квітня) – військовий діяч, генерал від інфантерії (1904), командуючий військами Приамурського військового округу та генерал-губернатор Приамур'я (1903–04), під час російсько-японської війни 1904–1905 командував 1-ю Маньчжурською армією, 1905–06 був головнокомандувачем ЗС Російської імперії на Далекому Сході. До цього роду належить також Микола Олександрович (1855–1909), генерал-лейтенант (1907), директор 2-го Оренбурзького (1899–1902), а потім – Владикавказького (1902–06) кадетських корпусів.
Рід внесений до 2-ї та 3-ї частин Родовідної книги Черніг. губернії.